# Teselado anisoedral

Un recubrimiento parcial del plano por el teselado anisoedral de Heesch. Hay dos clases de simetría de teselas, una que contiene las piezas azules y verdes y la otra que contiene las rojas y amarillas. Como demostró Heesch, este teselado no puede recubrir el plano con una sola clase de simetría.

En geometría, se dice que una tesela es anisoedral si puede formar un recubrimiento, pero tal recubrimiento no es isoedral (es decir, no es transitivo respecto a todas sus teselas). Dicho de otra forma, en cualquier teselado con esa figura hay dos tipos de teselas que no son equivalentes bajo ninguna simetría de todo el teselado, dado que las posiciones relativas de sus vértices y aristas no se pueden hacer coincidir. Un recubrimiento formado por estas teselas anisoedrales se conoce como un teselado anisoedral.

## Existencia
La segunda parte del decimoctavo problema de Hilbert preguntaba si existe un poliedro anisoedral en el espacio tridimensional; Grünbaum y Shephard sugirieron que Hilbert estaba asumiendo que no existían tales teselas en el plano. Reinhardt resolvió el problema de Hilbert en 1928 al encontrar ejemplos de tales poliedros, y afirmó que pronto aparecería la prueba de que tales teselas no existen en el plano. Sin embargo, Heesch dio un ejemplo de un mosaico anisoedral en el plano en 1935.

## Teselas convexas
Reinhardt había considerado previamente la cuestión de los polígonos convexos anisoedrales, demostrando que no había hexágonos convexos anisoedrales, pero no pudo demostrar la no existencia de pentágonos convexos anisoedrales, mientras que encontraba cinco tipos de teselados pentagonales convexos e isoedrales del plano. Fue Kershner quien descubrió tres tipos de pentágonos anisoedrales convexos en 1968; uno de estos mosaicos que usa solo isometrías directas sin reflexiones, responde a una de las cuestiones planteadas por Heesch (véase: teselados pentagonales de Kershner).

## Números isoedrales
El problema de las teselas anisoedrales se ha generalizado al decir que el número isoedral de un teselado es el menor número de órbitas (clases de equivalencia) de los teselados en cualquier distribución de esa tesela bajo la acción de su grupo de simetría, y que una tesela con el número isoedral k es k-anisoedral. Berglund se preguntó si existen k-teselas anisoedrales para todo k, dando ejemplos para k ≤ 4 (ejemplos de teselas 2-anisoedrales y 3-anisoedrales se conocían previamente, mientras que el teselado 4-anisoedral que halló fue el primero de su tipo publicado). Goodman-Strauss consideró este problema en el contexto de las preguntas generales sobre lo complejo que puede ser el comportamiento de una tesela determinada o un conjunto de teselas, observando un ejemplo 10-anisoedral de Myers. Grünbaum y Shephard habían planteado anteriormente una ligera variación sobre la misma cuestión.
Socolar demostró en 2007 que números isoedrales arbitrariamente altos se pueden lograr en dos dimensiones si la tesela es no conexa, o tiene bordes coloreados con restricciones sobre qué colores pueden ser adyacentes, y en tres dimensiones con una tesela conexa sin colores, notando que en dos dimensiones, para teselas conexas sin colores, el número isoedral más alto conocido es 10.
Joseph Myers ha producido una colección de mosaicos con altos números isoedrales, particularmente un polihexágono con número isoedral 10 (que se verifica con 20 órbitas por traslación) y otro con número isoedral 9 (que se verifica con 36 órbitas por traslación).